# Hydroporus breviusculus
Hydroporus breviusculus är en skalbaggsart som beskrevs av Bertil Robert Poppius 1905. Hydroporus breviusculus ingår i släktet Hydroporus och familjen dykare. Inga underarter finns listade i Catalogue of Life.